# Ducado de Turingia
El ducado de Turingia fue una marca fronteriza oriental del Reino merovingio, establecida por Dagoberto I después de su victoria sobre los Confederación eslava de los Samo en la batalla de Wogastiburg de 631. Fue conservado en el Imperio carolingio hasta ser absorbido por el Ducado de Sajonia en 908.

## Historia
El primer duque de Turingia fue Radulfo. De acuerdo con la Crónica de Fredegario, en 641/642, sus victorias «le trastornaron la cabeza», y se alió con los Samo contra el sucesor de Dagoberto, Sigeberto III, llegando a autodeclararse rey de Turingia. La dinastía ducal local, los Hedenen, apoyó la actividad misionera en el ducado, pero parece haber perdido apoyo en Turingia después del surgimiento de los Pipinidas al comienzo del siglo VIII. Un conflicto con Carlos Martel alrededor de 717 supuso el final de la autonomía.
En 849, la parte oriental de Turingia fue organizada como Limes Sorabicus, o Marca Soraba, y colocada bajo el mando de un duque llamado Tachulfo. En los Anales de Fulda, su título es Dux Sorabici limitis (duque de la frontera soraba), pero tanto él como sus sucesores fueron conocidos comúnmente como duces Thuringorum (duques de los turingios), ya que se dedicaron a establecer su poder sobre el viejo ducado. Después de la muerte de Tachulfo, en 873, los sorbios se alzaron en revuelta, y fue sucedido por su hijo Radulfo II. En 880, Luis el Joven reemplazó a Radulfo por Poppo, quizá un pariente. Poppo instigó una guerra con Sajonia en 882 y 883, y su hermano Egino, luchó en una guerra civil por el control de Turingia. En dicho enfrentamiento resultó victorioso este último. Egino murió en 886, y Poppo retomó el mando. En 892, Arnulfo de Carintia reemplazó a Poppo por Conrado. Esto fue un acto de patrocinio del rey para la casa de Conrado (Conradinos), que pronto rivalizaron con los sucesores de Poppo, la Casa de Babenberg. Pero el gobierno de Conrado fue corto, quizá porque tuvo falta de apoyo local. Fue reemplazado por Burcardo, cuyo título en 903 fue marchio Thuringionum (margrave de los turingios). Burcardo tuvo que defender Turingia de las incursiones de los magiares, siendo derrotado y muerto en batalla, junto con el antiguo duque Egino, el 3 de agosto de 908. Fue el último duque registrado de Turingia. El ducado fue el más pequeño de los llamados ducados esbozo, y fue absorbido por Sajonia, tras la muerte de Burcardo. Los turingios permanecieron como pueblo, y en la Edad Media, su territorio fue organizado como un landgraviato.

### Landgraviato
No existe ducado de Turingia en el siglo X durante el surgimiento del Reino de Germania de Francia Oriental. Gran parte de las propiedades de Turingia estaban controladas por los condes de Weimar y los margraves de Meissen. En 1111/12 está documentado el conde Germán I de Winzenburgo como landgrave de Turingia, primera mención de una secesión de Sajonia, aunque más tarde tiene que ceder, al posicionar del lado del papado durante la  Querella de las investiduras.
Miantras tanto, el aristócrata de Franconia Luis Springer (1042-1123) sentó las bases para la erección del castillo de Wartburg, que se convirtió en la residencia de sus descendientes, que comenzando por su hijo Luis I, sirvieron como landgraves de Turingia. Luis, estrecho aliado de Lotario II de Alemania contra la creciente Dinastía Hohenstaufen, fue nombrado landgrave de Turingia en 1131. La dinastía mantuvo el landgraviato durante la feroz lucha entre las familias Hohenstaufen y Welf, cambiando de bando según las circunstancias.
El último landgrave de Turingia, Enrique Raspe alcanzó su nombramiento con el emperador Hohenstaufen Federico II en 1242. Sin embargo, cuando Federico fue declarado depuesto por el papa Inocencio IV en 1246, se hizo elegir antirrey alemán. Al morir un año después, su herencia fue reclamada por el margrave Enrique III de Meissen, hijo de Judith de Turingia, y por la duquesa de Brabante Sofía de Turingia, hija del último Landgrave Luis IV, un conflicto que dio lugar a la Guerra turingia de sucesión. 
Como resultado, Enrique de Meissen ganó la mayor parte de Turingia en 1264, mientras que el Landgraviato de Hesse se separó bajo el gobierno del hijo de Sofía, Enrique I. Los margraves de Meissen de Wettin conservaron el título margravial. A la muerte de Federico III, sus hermanos dividieron la heredad en 1382 (División de Chemnitz). En 1440, Turingia cayó en poder del elector Federico II de Sajonia, pero el conflicto con su hermano Guillermo III de Turingia llevó a la División de Altenburg en 1445 y a la Guerra fratricida sajona sobre las tierras Wettin. En 1482, el elector Ernesto de Sajonia heredó el landgraviato, uniendo las tierras Wettin. Después de 1485, por el Tratado de Leipzig, Turingia se dividió en los ducados ernestinos y albertinos.

## Duques de Turingia
- Radulfo (632-642)
- Heden I (642-687)
- Gozberto (687-689)
- Heden II (689-719)
- Tachulfo (849-873)
- Radulfo II (874-880)
- Poppo (880-892)
- Egino (882-886)
- Conrado (892-906)
- Burcardo (907-908)

### Landgraves
- Germán I de Winzenburgo (1111-1130)
- Luis I (1131-1140)
- Luis II (1140-1172)
- Luis III (1172-1190)
- Hermann I (1190-1217)
- Luis IV (1217-1227)
- Hermann II (1227-1241)
- Enrique Raspe (1241-1247)
- Enrique III (1247-1265)
- Alberto II (1265-1294), Margrave de Meissen (1288-1292)

comprado por el rey Adolfo de Nassau (1294-1298)
- Federico I (1298-1323)
  - 1298-1307 Teodorico IV de Lusacia
- Federico II (1323-1349)
- Federico III (1349-1381) 
  - Guillermo I (1349-1382)
  - Baltasar (1382-1406)
- Federico IV (1406-1440)